# My Boss's Daughter
My Boss's Daughter (en español: la hija de mi jefe) es una película de comedia romántica del 2003, dirigida por David Zucker y protagonistada por Ashton Kutcher, Tara Reid y Terence Stamp.

## Trama
Tom Stansfield (Ashton Kutcher) es un investigador de una empresa editorial que trabaja bajo la tiranía de Jack Taylor (Terence Stamp). Tom está enamorado de la hija de su jefe, Lisa Taylor (Tara Reid), quien es controlada por su padre sobreprotector. Ella le revela a Tom que su padre la está obligabdo a quedarse en su casa la misma noche que tiene una fiesta a la cual quiere ir, pero Tom la convence en enfrentarse a su padre e ir a la fiesta de todas formas. Lisa le pide si puede ir a la casa esa noche, llevando a Tom a pensar que ella lo ha invitado a la fiesta, pero en realidad ella solo quiere que él se quede, a lo que él acepta a regañadientes. Una comedia de errores sobreviene, incluyendo el regreso del hermano mayor de Lisa, Red Taylor, quien está huyendo de un traficante de drogas llamado TJ. Para evitar el asedio de TJ, Red arroja la droga en el inodoro, y en su lugar les regresa una bolsa con droga falsa a los traficantes. Una de las tareas de Tom es proteger al búho de su jefe, O-J, que vive en una jaula abierta y que no ha podido volar debido a una profunda depresión, por la pérdida de una pareja. Cuando el ave bebe del inodoro con la droga, el ave vuela por toda la casa. De otro lado, la exsecretaria de Jack Taylor, Audry, va a la casa para tratar de que le devuelvan el trabajo. Más tarde, Lisa regresa a casa después de descubrir que su novio Hans la engañó y que después de pelear con su novio, ella se queda en la casa. Tom esconde todo lo que pasó y ella pasa algún tiempo con él pensando que él es homosexual, pero él le aclara que es heterosexual y que le gusta. Luego, la amiga de Audry llega a casa y piensa que tiene cáncer de mama, por lo que le pide a Tom que sienta sus pechos pero Lisa los ve y está disgustada por la situación.
De otra parte, TJ, el traficante de drogas descubre la droga falsa y amenaza con asesinar a Tom sí él no le regresa el dinero y para ello trata de abrir la caja fuerte y robarlo. Sin embargo, Tom le da pastillas para dormir mezcladas con alcohol dejándolo en un coma temporal. Debido a que piensan que está muerto, Audry y sus amigos lo entierran en el jardín. Más tarde, TJ se levanta de la tumba y amenaza con asesinar a Lisa pero de inmediato Tom la rescata con la ayuda de Red y ella se enamora de él. Luego ella va a buscar a su padre, pero en el camino el búho O-J entra al auto haciendo que Tom pierda control del auto y choque con la casa. Más adelante, unos agentes de la policía están en la casa buscando a TJ quien es atrapado. Jack Taylor está enfurecido por los daños hechos en su casa y despide a Tom de su trabajo. Al día siguiente, Jack Taylor escucha a su hijo explicándole a Lisa cómo debe enfrentarse a él e ir por Tom. Después de escuchar la conversación, Jack se da cuenta de sus errores disculpandose con su hija y asciende a Tom.

## Elenco
- Ashton Kutcher
- Tara Reid
- Jeffrey Tambor
- Andy Richter
- Michael Madsen
- Jon Abrahams
- David Koechner
- Carmen Electra
- Kenan Thompson
- Patrick Cranshaw
- Terence Stamp
- Molly Shannon

## Lanzamiento
La película fue estrenada por Dimension Films el 22 de agosto de 2003, abrió en el número 10 en la taquilla de Estados Unidos y recaudó $4,855,798 en su primer fin de semana. Fue lanzada en el país en 2,206 cines recaudando $15,550,605 en los Estados Unidos. La película también fue lanzada en países extranjeros recaudando más de $2,640,400 con su más alta recaudación de $691,999 en Rusia y su más baja en República Checa con un total de $18,191,005 en todo el mundo.
Basada en 60 críticas recogidos de Rotten Tomatoes, la película tuvo un índice de aprobación general de los críticos del 8% con una puntuación media de 2.4/10. En Metacritic, la película recibió una puntuación de 16 (basada en 18 comentarios).